# پارکتون (کارولینای شمالی)
پارکتون (به انگلیسی: Parkton) شهری در ایالت کارولینای شمالی کشور ایالات متحده آمریکا است که جمعیت آن در سرشماری سال ۲۰۱۰ میلادی، ۴۳۶ نفر بوده‌است.